# Benedito Beni dos Santos
Benedito Beni dos Santos (Lagoinha Sao Paulo, Brasil, 15 de enero de 1937), es un obispo católico brasileño. Actualmente es el obispo emérito de Lorena.

## Biografía
Nació en la ciudad de Lagoinha, en el estado de Sao Paulo, Brasil el 15 de enero de 1937. Fue ordenado sacerdote el 22 de diciembre de 1962. Estudió Filosofía en el Seminario Central de Ipiranga; Teología en la Pontificia Universidad Gregoriana de Roma, donde obtuvo la licenciatura y la Licenciatura en Teología Dogmática. Hizo una Maestría en Filosofía y Educación en la Pontificia Universidad Católica de São Paulo y un Doctorado en Teología Dogmática, de 1959 a 1964.
Fue Vicerrector del Seminario Diocesano Santo Antônio; subdirector del Instituto Diocesano de Enseñanza Santo Antônio; Párroco de la Parroquia Inmaculada Concepción de Quiririm; responsable de la comunidad de Nuestra Señora de Lourdes en Taubaté; coordinador de la Pastoral Familiar Diocesana; moderador de la curia diocesana; miembro del Colegio de Consultores; Vicario General de la diócesis de Taubaté; Profesor de Teología Sistemática en la Pontificia Facultad de Teología Nossa Senhora da Assunção de São Paulo; Profesor de Filosofía de la Educación en la Universidad de Taubaté.
Como obispo auxiliar en la arquidiócesis de São Paulo, fue responsable de la Región Episcopal de Lapa, profesor de la Facultad de Teología, profesor del Curso de Diáconos Permanentes, responsable de los Seminarios de la arquidiócesis y miembro de la Comisión Episcopal para la Doctrina de la Fe – CNBB (2003-2007).
También fue adjunto en la Pontificia Facultad de Teología N. Sra. de la Asunción; la Secretaría Arquidiocesana de Atención Pastoral; el Seminario Arquidiocesano Inmaculada Concepción, que comprende 4 casas de formación: Seminario Propedéutico Nuestra Señora de la Asunción, Seminario Propedéutico Frei Galvao; Seminario de Filosofía Santo Cura D'Ars y Seminario de Teología Buen Pastor; fue parte de la selección y formación de Diáconos Permanentes; responsable de las publicaciones religiosas. 
Fue nombrado Obispo Titular de Nasai y Obispo Auxiliar de la arquidiócesis de São Paulo el 28 de noviembre de 2001 por el papa Juan Pablo II. Su ordenación episcopal tuvo lugar en Taubaté, São Paulo, el 9 de febrero de 2002, fue responsable de la Pontificia Facultad de Teología Nuestra Señora de la Asunción, por la Secretaría Pastoral Arquidiocesana, por la Catequesis de la arquidiócesis de São Paulo y Vicario Episcopal para la Región Lapa.
El 26 de abril de 2006 fue nombrado obispo de la diócesis de Lorena por el papa Benedicto XVI.
Del 2007 al 2011 fue miembro de la Comisión Pastoral Episcopal para la Doctrina de la Fe de la Conferencia Nacional de Obispos de Brasil (CNBB). Fue elegido miembro delegado por la CNBB de la Quinta Conferencia General del Episcopado Latinoamericano y Caribeño, en la Conferencia de Aparecida, celebrada en mayo de 2007.
Fue designado por el Papa Benedicto XVI como padre sinodal de la 2.ª Asamblea Especial para África del Sínodo de los Obispos, que tuvo lugar en Roma en octubre del 2009.
En enero del 2012 presentó su renuncia a la Santa Sede por la edad, pero el 18 de septiembre de 2012 fue nombrado por el Papa Benedicto XVI Padre Sinodal de la XIII Asamblea General Ordinaria del Sínodo de los Obispos que se celebró en el Vaticano del 7 al 28 de octubre de 2012, manteniéndose como obispo hasta que encuentre a su sucesor.
El 25 de septiembre del 2013, el Papa Francisco aceptó su solicitud de renuncia como obispo de la diócesis de Lorena, debido a la edad.